# Барткевич, Леонард Леопольдович
Леона́рд Леопо́льдович Бартке́вич (латыш. Leonards Bartkēvičs; 9 апреля 1932 — 3 февраля 2023) — советский латвийский государственный и партийный деятель, дипломат.

## Биография
Член КПСС с 1952 года. Окончил Латвийский государственный университет им. П. Стучки и Академию общественных наук при ЦК КПСС. Кандидат исторических наук, заслуженный деятель культуры Латвийской ССР.
- В 1950—1960 годах — на комсомольской работе в Дагдском районе и в частях Краснознамённого Прибалтийского военного округа.
- В 1960—1963 годах — секретарь Рижского горкома комсомола, секретарь ЦК ЛКСМ Латвии.
- В 1963—1969 годах — первый секретарь ЦК ЛКСМ Латвии.
- В 1969—1976 годах — первый секретарь Кировского райкома партии г. Риги, заведующий отделом организационно-партийной работы ЦК Компартии Латвии.
- В 1971—1976 годах — член ЦК Компартии Латвии.
- С 1976 года — председатель Государственного комитета Латвийской ССР по телевидению и радиовещанию.
- В 1985—1989 годах — заместитель председателя Совета министров и министр иностранных дел Латвийской ССР[2].

Депутат Верховного Совета Латвийской ССР 6-го, 8-го, 9-го, 10-го и 11-го созывов, Верховного Совета СССР 7-го созыва.